# Hybomitra itasca
Hybomitra itasca är en tvåvingeart som först beskrevs av Philip 1936.  Hybomitra itasca ingår i släktet Hybomitra och familjen bromsar. Inga underarter finns listade i Catalogue of Life.